# La Nau dels Esports
La Nau dels Esports va ser l'edició setmanal d'esports del diari La Nau i es va publicar a Barcelona entre el 7 d'octubre de 1929 i el 3 de febrer de 1930.
Els seus redactors procedien de L'Esport Català i hi aportaren l'estil periodístic i l'ideari d'aquest setmanari, basat en el catalanisme polític i l'esport de masses. Hi col·laboraren Carles Soldevila, Domènec Guansé, Isidre Corbinos, P. Ventura Virgili, Francesc Madrid, Manuel Amat, Enriqueta Sèculi i Bastida, Lluís Aymamí i Baudina, Carles Sindreu i Josep Maria Massip, i publicà els dibuixos de Valentí Castanys. Tenia dotze pàgines que tractaven tots els esports i en sortiren divuit números.